# Liste der Kulturdenkmäler in Trier-Biewer
In der Liste der Kulturdenkmäler in Trier-Biewer sind alle Kulturdenkmäler des Ortsbezirks Biewer der rheinland-pfälzischen Stadt Trier aufgeführt. Grundlage ist die Denkmalliste des Landes Rheinland-Pfalz (Stand: 8. Januar 2024).

## Einzeldenkmäler
| Bezeichnung                       | Lage                                   | Baujahr   | Beschreibung | Bild                           |
| --------------------------------- | -------------------------------------- | --------- | --- | ------------------------------ |
| Bildstock                         | Aacher Weg, bei Nr. 49 Lage            | 1720      | Kreuzigungsbildstock, Sandstein, bezeichnet 1720 | Fotos hochladen                |
| Altenhof                          | Aacher Weg 86 Lage                     | 1874      | Die Anlage wurde 1406 erstmals als Hofgut erwähnt und war ab dem 19. Jahrhundert Sitz der preußischen, dann rheinland-pfälzischen Revierförsterei Aach. Der heutige, ein- bis zweigeschossige Winkelbau mit Anklängen an den Schweizerstil wurde 1874 als Forsthaus mit Gastwirtschaft erbaut und wird heute als Wohnhaus genutzt. | Fotos hochladen                |
| Leprosenhaus St. Jost             | Biewerer Straße 1 und 3 Lage           | ab 1706   | 1283 erstmals genannt; - Nr. 1 St.-Jost-Kapelle, zweiachsiger Saalbau, Chor mit angebauter Sakristei, 1706; - Nr. 3 Wohn- und Wirtschaftsgebäude (umgebaut); - westlich des Siechenhauses Areal des ehemaligen Leprosenfriedhofs, teilweise mit Bruchsteinmauer                                                                    | weitere Bilder Fotos hochladen |
| Bildstock                         | Biewerer Straße, gegenüber Nr. 15 Lage | 1643      | Kreuzigungsbildstock, Sammelstelle für Almosen des Leprosenhauses, ehemals bezeichnet 1643 (oder 1645), wiederhergestellt 1941 | Fotos hochladen                |
| Hausmarke                         | Biewerer Straße, an Nr. 79 Lage        | 1545      | Hausmarke, wappenschildhaltende Figur unter Ädikula, bezeichnet 1545 | Fotos hochladen                |
| Katholische Pfarrkirche St. Jakob | Biewerer Straße 114 Lage               | 1910–1912 | romanisierende dreischiffige Hallenkirche, 1910–12, Architekt Peter Marx; ortsbildprägend | Fotos hochladen                |
| St.-Jakobs-Brunnen                | Biewerer Straße, Ecke Donaustraße Lage | 1832      | Rechtecktrog, Brunnenschaft bezeichnet 1832, darauf aufgesockelt Figur des heiligen Jakob (Neuanfertigung 1949 von Bildhauer Engel, Trier) | weitere Bilder Fotos hochladen |
| Mehrzweckhalle                    | Im Dechantsgarten 5 Lage               | 1936/37   | ehemaliges Staatsjugendheim; eingeschossiger Rotsandsteinquaderbau, Vorhalle mit Fachwerk, bergfriedartiger Turm, 1936/37, Architekten Heinrich Otto Vogel und E. Winkler | weitere Bilder Fotos hochladen |